# Patrick Muyaya Katembwe
Patrick Muyaya Katembwe, né le 10 juillet 1982 à Kinshasa en république démocratique du Congo, est un homme politique du  Congo-Kinshasa et Membre du Parti lumumbiste unifié. Il est député national depuis 2011 et ministre de la Communication et Médias depuis le 12 avril 2021,.

## Enfance et études
Patrick Muyaya est né le 10 juillet 1982 à Kinshasa (république démocratique du Congo ou RDC). Il passe son enfance et grandit dans la commune de Bandalungwa, district de la Funa à Kinshasa.
Il a fait ses études humanités à l'Institut Mgr Bokeleale. Étudiant à l'institut facultaire des sciences de l'information et de la communication (IFASIC) à Kinshasa, il est titulaire d’une licence en journalisme, promotion 2009.
Il obtient ensuite un diplôme sur la gestion démocratique dans les États fragiles à travers le programme « Rising Stars » de l'International Republican Institute (IRI) en 2014.

## Vie privée
Patrick Muyaya est marié et père de trois enfants.

## Carrière privée
Patrick Muyaya commence sa carrière comme reporteur-journaliste au sein de CEBS TV, une chaîne de télévision locale opérant à Kinshasa, dont il devient par la suite président du conseil d’administration.

## Carrière politique

### Débuts
Patrick Muyaya fait ses débuts en politique en 2005 lorsqu’il rejoint l’équipe de Pius Isoyongo Lofete, deuxième rapporteur de l'Assemblée nationale de transition et devient son conseiller politique. Il occupe ce poste jusqu’en 2006.  En 2007, Il est conseiller en communication au cabinet du Premier ministre Antoine Gizenga.
Un an plus tard, il devient conseiller principal chargé de la communication et de la presse à la Primature de la République démocratique du Congo sous le mandat du Premier ministre Adolphe Muzito, poste qu'il occupe jusqu’en 2011.

### Député national
Au terme des élections législatives de 2011 en République démocratique du Congo, il devient, à l’âge de 29 ans, député national élu dans le district Kinshasa 2 Funa sur la liste du Parti lumumbiste unifié (PALU).
Patrick Muyaya est réélu député national dans le disctrict de la Funa à Kinshasa à l'issue des élections législatives du 30 décembre 2018.
En 2024, après publication des résultats provisoires des élections législatives du 20 décembre 2023, il est réélu député national.
Muyaya est aussi élu à l'assemblée provinciale de Kinshasa dans la circonscription de Bandalungwa lors des élections de 2023 mais préfère siéger à l'Assemblée nationale. Son suppléant Jared Babaka Phanzu siège donc à l'assemblée provinciale.

### Ministre de la Communication et Médias et porte-parole du gouvernement
Le 12 avril 2021 soit deux mois après la nomination du nouveau Premier ministre, Jean-Michel Sama Lukonde Kyenge par le président de la République Félix Antoine Tshisekedi, la République Démocratique du Congo se dote d'un nouveau gouvernement .
Patrick Muyaya Katembwe intègre le Gouvernement Lukonde en qualité de ministre de la Communication et Médias ainsi que porte-parole du gouvernement .
Après la victoire de Felix-Antoine Tshisekedi à l'élection présidentielle de décembre 2023, Patrick Muyaya est reconduit comme ministre de la Communication et des Médias et porte-parole du gouvernement dans le nouveau gouvernement Judith Suminwa de mai 2024.

### Autres activités politiques
Il est le premier secrétaire faisant office de rapporteur du bureau provisoire de l’Assemblée nationale de la République démocratique du Congo de février à avril 2012, date à partir de laquelle il devient rapporteur adjoint de la commission relations extérieures de l’Assemblée nationale de la république démocratique du Congo.
Il est également, depuis juillet 2016, le président du Réseau des jeunes parlementaires de la République démocratique du Congo (RJPRDC).

## Engagement et militantisme
En juillet 2016, Patrick Muyaya est invité par le National Democratic Institute for International Affairs à la Democratic National Convention qui s’est tenue à Philadelphie.
Il participe également en janvier 2015 et à l’initiative du département d’État américain à une mission de médiation pré-électorale au Nigéria.
Il est invité à participer en qualité d’orateur à s’exprimer sur l’engagement politique des jeunes en Afrique lors de l’African Gathering qui s’est tenu à Londres en 2014.
En juillet 2012, il s’engage publiquement contre la guerre à l’est de la République démocratique du Congo en initiant la campagne « Stop à la guerre à l’est de la RDC ».
Il a participé au programme des visiteurs internationaux aux États-Unis de la période « U.S Élections : a project for young political leaders » du 29 octobre au 16 novembre 2012. Il a notamment pu assister aux coulisses du processus électoral américain de 2012.
Patrick Muyaya a été observateur international durant l’élection présidentielle au Mali au mois de juillet 2013 avec l’appui de l’International Republican Institute, organisation dont il est également « personne ressource ».